# Mama Moussa Diaw
Mama Moussa Diaw est un médecin-écrivain sénégalais né en 1975 à Podor.

## Biographie
Il a grandi en Mauritanie entre Rosso (Mauritanie) et Akjoujt. Après les évènements interraciaux entre le Sénégal et la Mauritanie en 1989, il est parmi les déportés noirs mauritaniens et séjourne au camp de réfugiés mauritaniens de Dagana au Sénegal,. Grâce à l'aide humanitaire du Haut-Commissariat des Nations unies pour les réfugiés, de Caritas et d’humanitaires français basés à Rouen, il peut passer son bac scientifique en 1995. Avec une bourse de l'État du Sénégal, il étudie à la faculté de médecine de Dakar et obtient le diplôme de docteur d’État en médecine en 2003,.
Tout en exerçant sa profession de médecin dans la fonction publique sénégalaise, il écrit des textes engagés, mi-roman, mi-témoignage.
Son premier livre Otages (2007) sur le camp de réfugiés est largement autobiographique. Son deuxième roman, Châtiments (2010) qui se situe au Sénégal, a pour thème le tourisme sexuel et la violence fait aux enfants.